# Alexander II của Scotland
Alexander II (tiếng Gaelic Trung cổ: Alaxandair mac Uilliam; tiếng Gaelic hiện đại: Alasdair mac Uilleim; 24 tháng 8 năm 1198 – 6 tháng 7 năm 1249) là Vua của Scotland từ năm 1214 cho đến khi ông qua đời. Ông ký kết Hiệp ước York (1237) xác định ranh giới giữa Vương quốc Anh và Scotland, đường biên giới đó hầu như không thay đổi cho đến tận ngày nay.
Alexander sinh ra ở Haddington, Đông Lothian, là con trai duy nhất của vua Scotland William Sư tử và Ermengarde de Beaumont. Ông buộc phải dành thời gian ở Anh theo các điều khoản của Hiệp ước Falaise, và (John của Anh phong tước hiệp sĩ cho ông tại Tu viện Clerkenwell vào năm 1213) trước khi ông trở về nhà ở Scotland. Ông kế vị ngai vàng Scotland sau cái chết của cha mình vào ngày 4 tháng 12, đăng cơ tại Scone vào ngày 6 tháng 12 cùng năm.